# Ліготка (Тшебницький повіт)
Ліготка (пол. Ligotka) — село в Польщі, у гміні Прушиці Тшебницького повіту Нижньосілезького воєводства.
Населення — 78 осіб (2011).
У 1975-1998 роках село належало до Вроцлавського воєводства.

## Демографія
Демографічна структура станом на 31 березня 2011 року:
|          | Загалом | Допрацездатний вік | Працездатний вік | Постпрацездатний вік |
| -------- | ------- | ------------------ | ---------------- | -------------------- |
| Чоловіки | 42      | 6                  | 29               | 7                    |
| Жінки    | 36      | 5                  | 18               | 13                   |
| Разом    | 78      | 11                 | 47               | 20                   |